# Александровка (Днепровский район)
Алекса́ндровка (укр. Олекса́ндрівка) — село, Александровский сельский совет, Днепровский район,
Днепропетровская область, Украина.
Код КОАТУУ — 1221481001. Население по переписи 2023 года составляло 2755 человек.
Является административным центром Александровского сельского совета, в который, кроме того, входит село Василевка.

## Географическое положение
Село Александровка находится на левом берегу реки Самара (озеро имени Ленина), выше по течению к селу примыкает Днепровский госрыбхоз и река Татарка, ниже по течению на расстоянии в 1 км расположен город Днепр.
Рядом проходит автомобильная дорога Т-0402.

## История
- Основано в 1861 году как немецкая колония Биллерфельд (Billersfeld).
- Количество жителей: 379 (1885), 511 (1897), 690 (1908), 721 (1918), 646 (1925).

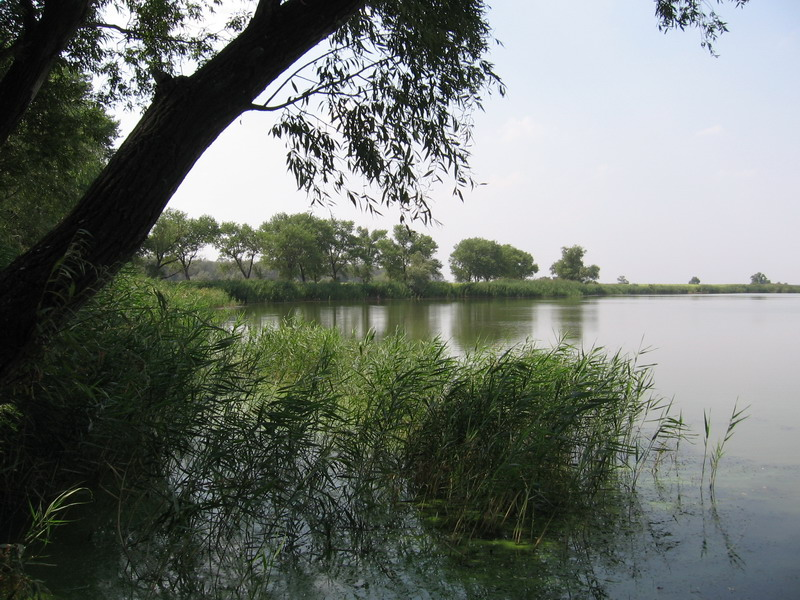
На берегу Самары

- Переименовано в 1926 году.

## Экономика
- Учебное хозяйство «Днепропетровского аграрного университета „Самарский“»
- Днепропетровская опытная станция

## Образование, культура
- Александровская средняя школа.
- Детский сад «Рябинушка».
- Дом культуры.
- Библиотека.

## Транспорт
Маршрутное такси № 201 от пл. Демьяна Бедного (центр) и вокзала (214).

## Религия
- В Александровке действуют две православные общины: «Храм Воскресения Христова» Днепропетровской епархии Украинской Православной Церкви и Рождества Пресвятой Богородицы УПЦ КП (Киевский Патриархат)

Достопримечательности
Река Самара, оз. им. Ленина, Павловский лес, острова и заливы, место для хорошей рыбалки.

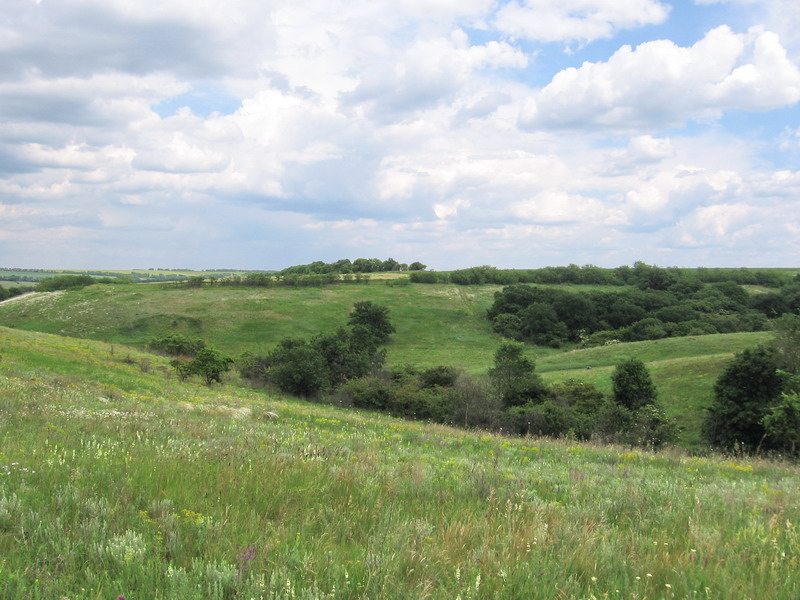
Павловский Лес